# Ludwig Hörmann
Ludwig Hörmann (Monaco di Baviera, 6 settembre 1918 – Monaco di Baviera, 1º gennaio 2001) è stato un ciclista su strada e pistard tedesco.
Professionista dal 1946 al 1955, soprannominato Wiggerl, vinse due volte i Campionati tedeschi in linea e nel 1952 concluse terzo ai campionati del mondo. Come pistard riuscì ad imporsi fra le altre nella Sei giorni di Monaco nel 1952 e nel 1954. Anche suo fratello Hans Hörmann fu un ciclista professionista.

## Carriera
Passato professionista nel 1946, dopo aver ottenuto numerose affermazioni sia in pista che su strada come dilettante in competizioni nazionali quali i campionati tedeschi in linea e su pista nelle prove del madison e dell'inseguimento a squadre, ottenne subito un terzo posto nel campionato nazionale in linea.
Nel 1948 fu secondo nella terza tappa e terzo nella quarta del Giro di Germania, nel 1949 fu terzo nella Sei Giorni di Berlino e nel campionato nazionale madison.
Nel 1950 fu nuovamente terzo nel campionato nazionale in linea, secondo nella Vienna-Graz-Vienna e ottenne numerosi podi nelle sei giorni corse in Germania e nei campionati nazionali su pista. Nel 1951 vinse il campionato nazionale in linea e una tappa nel Giro di Germania, mentre su pista si aggiudicò nuovamente la prova del madison nei campionati nazionali e le sei giorni di Hannover e Francoforte.
Nel 1952 si ripeté nel campionato nazionale in linea e fu convocato per i mondiali di Lussemburgo, che chiuse al terzo posto assoluto completando il successo tedesco raggiunto da Heinz Müller. Nel 1953 ottenne il suo primo e unico successo in una corsa al di fuori della Germania, la quarta tappa del Tour du Sud-Est, e ai mondiali fu quattordicesimo.
Nel 1954 vinse le Sei giorni di Muenster e Monaco e il campionato nazionale di medison, tutti in coppia con Hans Preiskeit. Chiuse la carriera nel 1955, dopo aver ottenuto il sesto posto nel Gran Premio di Hannover e un terzo posto nella prima tappa del Giro di Germania.
Nel 2001 ad ottantadue anni si suicidò nel giardino di casa dopo che gli era stata diangnosticata una malattia tumorale.

## Palmarès

### Strada
- 1939 (dilettanti)

Campionati tedeschi, Prova in linea
- 1941 (dilettanti)

Internationale Radkriterium in Wangen
- 1942 (dilettanti)

Campionati tedeschi, Prova in linea
- 1951

Campionati tedeschi, Prova in linea
14ª tappa Giro di Germania
- 1952

Campionati tedeschi, Prova in linea
- 1953

Classifica generale Deutsches Dreitagerennen
Gran Premio di Hannover
4ª tappa Tour de Sud-Est

### Pista
- 1940 (dilettanti)

Campionati tedeschi, Madison (con Josef Berger)
- 1944 (dilettanti)

Campionati tedeschi, Inseguimento a squadre (con Hans Hörmann)
- 1951

Sei giorni di Francoforte (con Harry Saager)
Sei giorni di Hannover (con Jean Schorn Jr)
- 1952

Sei giorni di Monaco di Baviera (con Alfred Strom)
- 1953

Campionati tedeschi, Inseguimento individuale
- 1954

Campionati tedeschi, Medison (con Hans Preiskeit)
Sei giorni di Munster (con Hans Preiskeit)
Sei giorni di Monaco di Baviera (con Hans Preiskeit)

## Piazzamenti

### Classiche monumento
- Parigi-Roubaix

1953: 51º

### Competizioni mondiali
- Campionati del mondo

Varese 1951 - In linea: ritirato
Lussemburgo 1952 - In linea: 3º
Lugano 1953 - In linea: 14º